# Justin Wilson
Justin Wilson, född 31 juli 1978 i Sheffield i England, död 24 augusti 2015 i Allentown i Pennsylvania, var en brittisk racerförare.

## Racingkarriär
Wilson vann formel 3000-mästerskapet 2001. Han tävlade i formel 1 för Jaguar 2003 och tog en VM-poäng i USA 2003. Därefter hoppade han över till Champ Car. 
Wilson fortsatte i Champ Car säsongen 2005 och slutade då trea i mästerskapet efter Sébastien Bourdais och Oriol Servià. Wilson kom sedan tvåa både 2006 och 2007, innan serien gick upp i IndyCar Series.
Säsongen 2008 körde han där för Newman/Haas/Lanigan Racing. Han vann ett race och slutade på en elfte plats totalt. Han tvingades lämna stallet på grund av ekonomiska bekymmer. Säsongen 2009 körde Wilson för Dale Coyne Racing, där han blev trea i sin debut i Saint Petersburg. Wilson tog en överraskande seger på Watkins Glen, vilket var Dale Coynes allra första vinst som stallägare. Han slutade på en otippad niondeplats i det sammanlagda mästerskapet.
Under ett Indycar-lopp 23 augusti 2015 som kördes på Pocono Raceway i Pennsylvania i USA träffades Wilson av flygande bildelar från Sage Karams bil som hade kraschat hårt in i muren i kurva ett. Wilson slogs medvetslös och flögs till sjukhus där han dagen efter avled av de skallskador han ådrog sig.

## F1-karriär
| Säsong | Stall/Tillverkare                | Poäng | Placering |
| ------ | -------------------------------- | ----- | --------- |
| 2003   | Minardi-Cosworth Jaguar-Cosworth | 0 1   | 19        |